# 田中央 (嘉義縣)
田中央，是臺灣嘉義縣民雄鄉的一個傳統地域名稱，位於該鄉西部略偏南。相較於今日行政區，其範圍大致包括中央村不含西端及東南端及東北部凸出部分的東、西兩側、中和村南部的中西側一小段（鄉道嘉79線西側地帶）。

## 歷史
台灣日治初期，田中央地區為一街庄（舊制街庄），稱為「田中央庄」，隸屬於打貓南堡。該庄西北與雙援庄為鄰，東北與菁埔庄為鄰，東與江厝店庄為鄰，南邊為牛斗山庄、三間厝庄，西邊為竹仔腳庄。
1901年（日治明治三十四年）11月11日，全台設置二十廳，該庄隸屬於嘉義廳。1904年（明治三十七年）2月15日，該庄編入「牛斗山區」，隸屬於嘉義廳。1909年（明治四十二年）10月25日，全台整併二十廳為十二廳，該庄仍隸屬於嘉義廳。1910年（明治四十三年）1月18日，各區管轄區域調整，該庄改隸屬於嘉義廳的「打貓區」。
1920年（大正九年）10月1日，全台廢十二廳改設五州二廳，該庄改制為「田中央」大字，隸屬於臺南州嘉義郡民雄庄（新制街庄）。
戰後民雄庄改制為民雄鄉，隸屬於臺南縣，大字亦改制為村。1950年（民國39年）10月，雲、嘉、南分治，民雄鄉改隸屬於嘉義縣。

## 聚落
本地區發展較早的聚落有田中央、新庄等，在日治期初期的官方地圖上已有記載。

## 交通
國道1號又稱「中山高速公路」，是台灣西部兩條縱向高速公路之一，經過本地區東部。最近的交流道在北側是縣道164號交會處的民雄交流道；在南側是縣道159號交會處的嘉義交流道。由此等可快速前往國道1號沿線各地。
鄉道嘉76線是大潭至江厝店的道路。
鄉道嘉76-1線是竹仔腳至頂店仔的道路。
鄉道嘉79線是民雄至牛斗山的道路。